# Dusty (Washington)
Pour les articles homonymes, voir Dusty.
Dusty est une zone non incorporée dans le comté de Whitman, dans l'État de Washington, aux États-Unis.